# 清野宏
清野 宏（きよの ひろし、1953年 - ）は、日本の生物学者・免疫学者。学位は医学博士（アラバマ大学・1983年）。千葉大学未来医療教育研究機構卓越教授、千葉大学未来粘膜ワクチン研究開発シナジー拠点初代拠点長。東京大学名誉教授。東京大学医科学研究所特任研究員。

## 来歴
長野県出身。1977年、日本大学松戸歯学部歯学科卒業と同時に渡米。アラバマ大学バーミングハム校メディカルセンター博士研究員となった。1983年、同医学系大学院博士課程修了。1986年、ドイツのマックス・プランク生物学研究所感染症部門上級研究員となり、1991年、アラバマ大学バーミングハム校メディカルセンター教授。1994年、大阪大学微生物病研究所教授。2003年、東京大学医科学研究所教授、2011年、同所長や同国際粘膜ワクチン開発研究センター長などを歴任し、東京大学より名誉教授の称号を受けた。
2003年日本ワクチン学会理事長、2015年腸内細菌学会理事長、2019年日本免疫学会理事長なども務めた。

## 業績
1980年に、腸管の粘膜に免疫機構が存在することを発見し、粘膜免疫のための粘膜T細胞と上皮細胞の相互作用、γyとαβT細胞による粘膜免疫と経口免疫寛容の誘導・制御機構、粘膜ワクチンの開発について研究し、2007年に「飲むワクチン」の新たな技術を開発した。

## 著書
- 『粘膜免疫からの感染と免疫応答機構―体の入口から呼吸器・消化器,生殖器,皮膚までの制御 (実験医学増刊 Vol. 25-20)』羊土社、2007年11月20日。ISBN  978-4758102872

など

## 所属学会
- 日本免疫学会
- 日本ワクチン学会
- 腸内細菌学会

など